# Eys

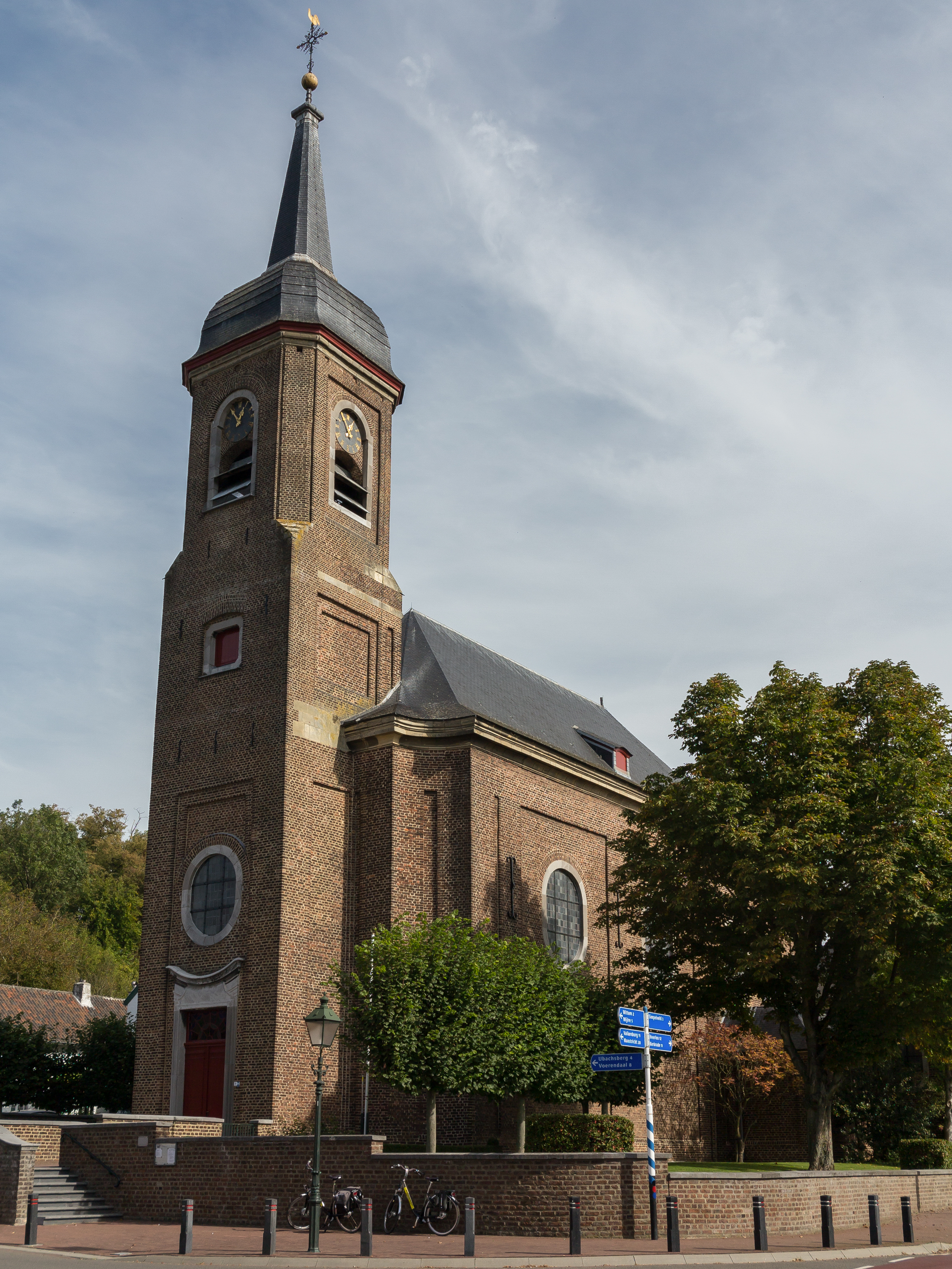
Eijs, église: de Sint-Agathakerk

Eys (en limbourgeois Ees) est un village néerlandais situé dans la commune de Gulpen-Wittem, dans la province du Limbourg néerlandais. Le 1er janvier 2013, le village avait 1 790 habitants.